# Tišnov
Tišnov (pronunciación en checo: /[ˈcɪʃnof]/) es una localidad checa de la región de Moravia Meridional, en el distrito de Brno a 22 km al noroeste de la ciudad homónima. Está localizada a orillas de los ríos Svratka y Loučka.

## Historia

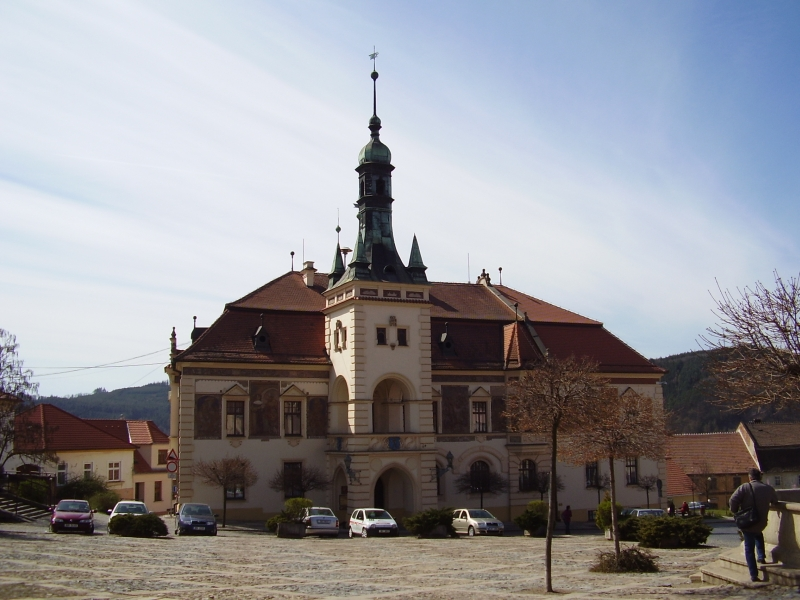
Ayuntamiento de Tišnov

La primera mención que se hizo de Tišnov fue en un documento datado en 1233 donde la villa recibía el nombre de Tušnovice. Dicha información se halló cerca del convento Porta Coeli, inaugurado tres años antes por Constanza de Hungría. El monasterio fue regido por sus dos hijos: Margrave Přemysl y Wenceslao I hasta 1782.
En 1416 el rey Wenceslao IV le otorgó a la población el derecho a organizar un mercado anual. En 1428 la localidad fue arrasada durante las Guerras husitas y continuó en ruinas hasta la guerra de los Treinta Años cuando fue reconstruida.
Posteriormente pasaría a llamarse Tischnowitz y poco después con su nomenclatura actual. En 1869 fue incorporada al distrito de Brno. En 1885 la localidad pasa a estar conectada vía ferroviaria con Brno, capital de la región, y veinte años después la línea fue extendida hasta Havlíčkův Brod.
Hasta 1918 fue parte de la Casa de Habsburgo.